# Stagno di Is Benas
Lo stagno di Is Benas  è una zona umida situata nel comune di San Vero Milis, in prossimità della costa occidentale della Sardegna.
Già dagli anni '70 inserito nella lista delle zone umide di importanza internazionale predisposta sulla base della convenzione di Ramsar, con le direttive comunitarie "Habitat" n. 92/43/CEE e "Uccelli" n. 79/409/CEE viene riconosciuta  sito di interesse comunitario (SIC ITB030035) e zona di protezione speciale (ITB034007). Condivide l'area SIC Sale 'e Porcus.

Nello stagno viene esercitata l'attività di pesca professionale a diverse specie ittiche tra cui mugilidi, orate, spigole e saraghi.